# 施瓦茨河 (勞法赫河支流)
50°0′39.07″N 9°19′24.05″E / 50.0108528°N 9.3233472°E

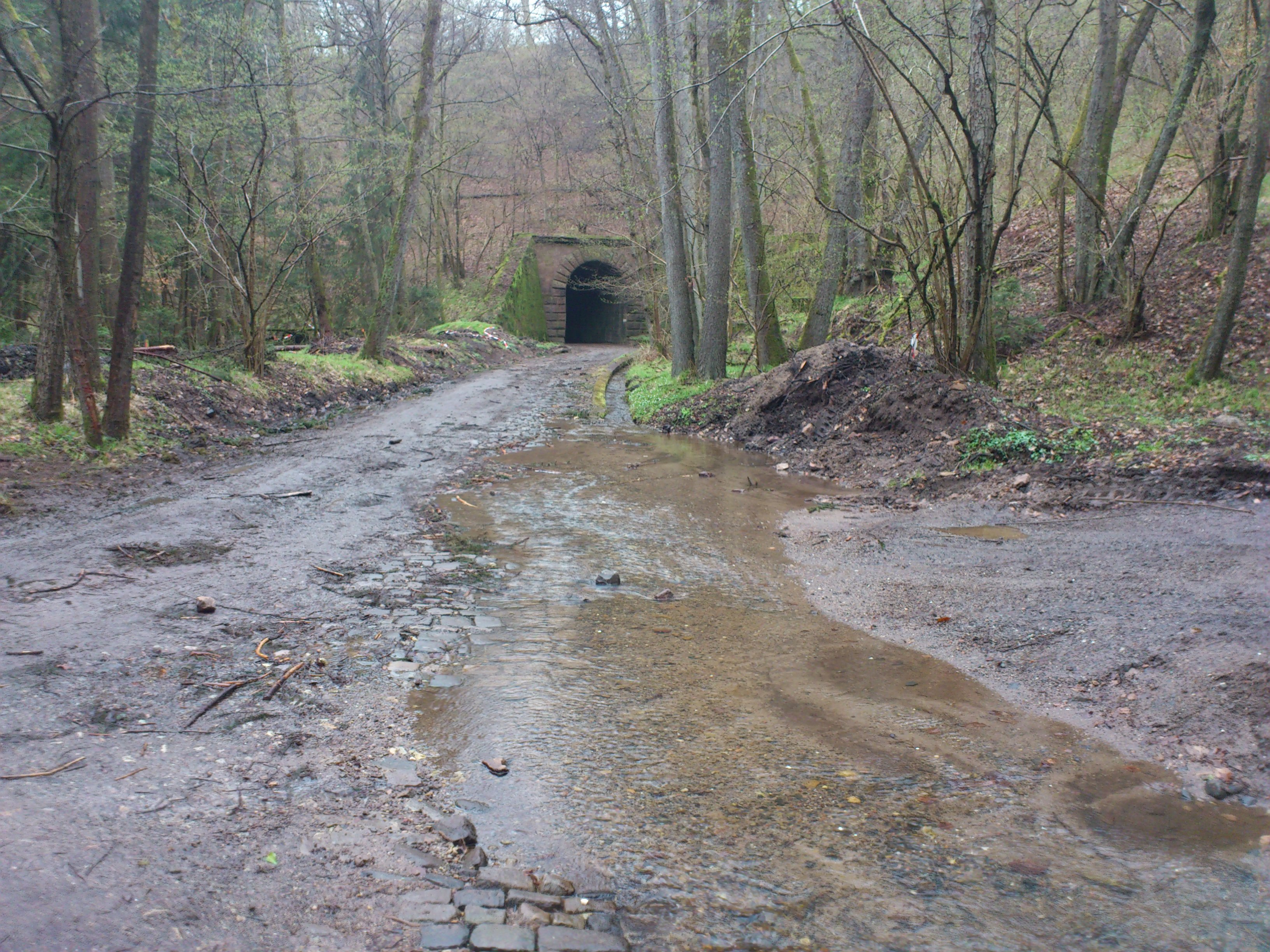

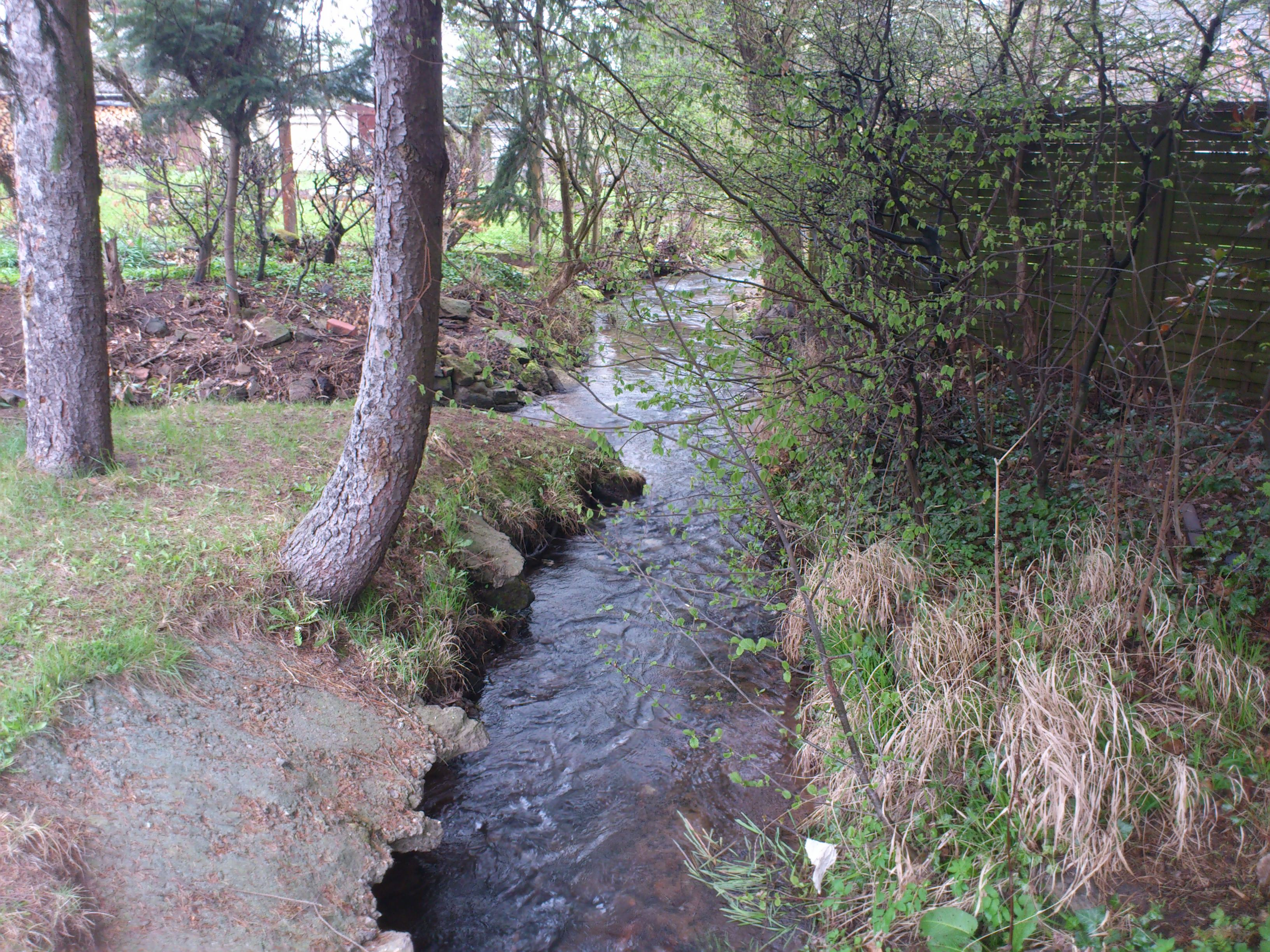

施瓦茨河（德語：Schwarzbach），是德國的河流，位於該國東南部，由巴伐利亞負責管轄，屬於勞法赫河的右支流，河道全長3.1公里，流域面積9平方公里。